# Montpellier-de-Médillan
Montpellier-de-Médillan é uma comuna francesa na região administrativa da Nova Aquitânia, no departamento de Charente-Maritime. Estende-se por uma área de 14,85 km². Em 2010 a comuna tinha 694 habitantes (densidade: 46,7 hab./km²).